# Lin Yanfen
Lin Yanfen (n. 4 ianuarie 1970, Guangzhou, Republica Populară Chineză) este o jucătoare de badminton ce a reprezentat Republica Populară Chineză, medaliată olimpică. A participat la o ediție a Jocurilor Olimpice (1992) în care a câștigat o medalie de bronz.